# 光罩檢測

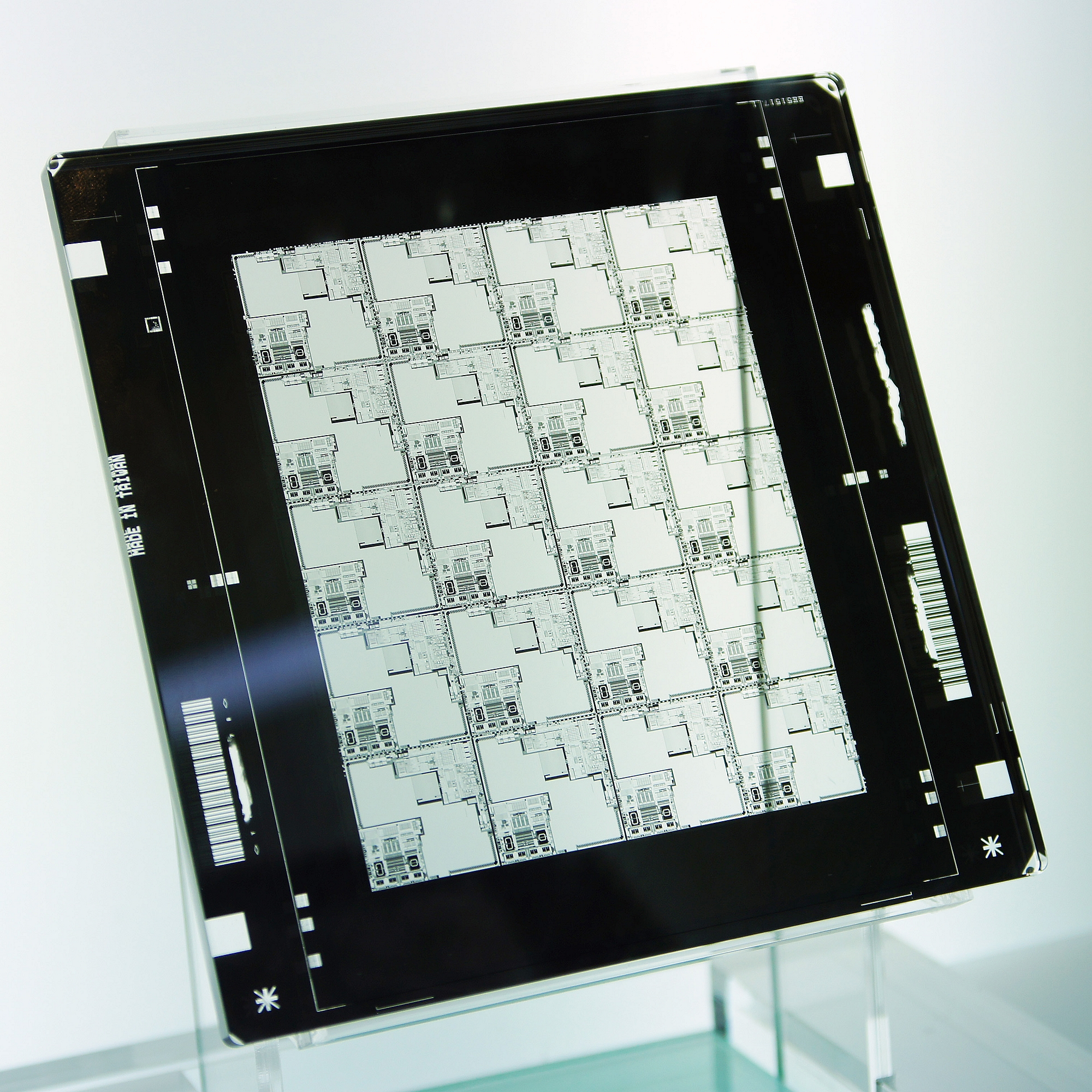
半導體光罩

在微技術領域中，光罩檢測（英語：mask inspection）是檢查光罩製作正確性的操作技術。用於定位光罩缺陷的是高級自動化系統，如掃描電子顯微鏡等。「光罩檢測」一詞也可能非正式地指稱真正寫入光罩前的光罩資料檢測（mask data inspection）。